# Miguel Hidalgo (kerület)
Miguel Hidalgo Mexikóváros egyik kerülete, lakossága 2010-ben meghaladta a 372 000 főt.

## Földrajz

### Fekvése
A Szövetségi Körzet északnyugati részén fekvő kerület teljes területe beépített. Északkeleti része a tenger szintje felett kb. 2250 m-rel fekvő síkság, de délnyugat felé a szint emelkedik, és a kerület egy csücskében még a 2500 m-t is meghaladja. Vízfolyásai nem nagyon vannak, a La Piedad is csővezetékben folyik.

### Éghajlat
A kerület éghajlata meleg, de nem forró, és nyáron–ősz elején csapadékos. Minden hónapban mértek már legalább 26 °C-os hőséget, de a rekord nem érte el a 35 °C-ot. Az átlagos hőmérsékletek a januári 11,6 és a júniusi 17,7 fok között váltakoznak, gyenge fagyok előfordulnak. Az évi átlagosan 922 mm csapadék időbeli eloszlása nagyon egyenetlen: a júniustól szeptemberig tartó 4 hónapos időszak alatt hull az éves mennyiség több mint 75%-a.
| Hónap                                   | Jan. | Feb. | Már. | Ápr. | Máj. | Jún. | Júl. | Aug. | Szep. | Okt. | Nov. | Dec. | Év   |
| --------------------------------------- | ---- | ---- | ---- | ---- | ---- | ---- | ---- | ---- | ----- | ---- | ---- | ---- | ---- |
| Rekord max. hőmérséklet (°C)            | 27,5 | 30,0 | 31,5 | 34,5 | 32,5 | 31,0 | 29,0 | 27,5 | 28,0  | 29,0 | 27,5 | 26,0 | 34,5 |
| Átlagos max. hőmérséklet (°C)           | 21,0 | 23,1 | 25,3 | 26,4 | 26,1 | 24,6 | 22,9 | 23,3 | 22,5  | 22,2 | 21,9 | 20,8 | 23,3 |
| Átlaghőmérséklet (°C)                   | 11,6 | 13,1 | 15,4 | 17,0 | 17,6 | 17,7 | 16,7 | 16,9 | 16,5  | 15,2 | 13,4 | 12,0 | 15,3 |
| Átlagos min. hőmérséklet (°C)           | 2,3  | 3,1  | 5,5  | 7,6  | 9,1  | 10,9 | 10,5 | 10,5 | 10,4  | 8,2  | 4,9  | 3,2  | 7,2  |
| Rekord min. hőmérséklet (°C)            | −8,0 | −6,0 | −1,5 | −1,0 | 4,0  | 0,9  | 4,5  | 4,5  | 2,0   | 0,0  | −4,0 | −5,0 | −8,0 |
| Átl. csapadékmennyiség (mm)             | 15   | 4    | 9    | 32   | 70   | 147  | 208  | 188  | 171   | 60   | 11   | 8    | 922  |
| Forrás: Servicio Meteorológico Nacional |      |      |      |      |      |      |      |      |       |      |      |      |      |

## Népesség
A kerület népessége a közelmúltban egy ideig csökkent, de az utóbbi években ismét növekedésnek indult:
| Év   | Lakosság |
| ---- | -------- |
| 1990 | 406 868  |
| 1995 | 364 398  |
| 2000 | 352 640  |
| 2005 | 353 534  |
| 2010 | 372 889  |

## Története
A kerület nevét a haza atyjának is nevezett Miguel Hidalgo y Costilláról, a mexikói függetlenségi háború kirobbantójáról és egyik legnagyobb hőséről kapta.
A mai kerület területén a spanyolok megérkezése előtt három fontos település létezett: Chapultepec, Tacuba és Tacubaya.
Chapultepec jelentősége abban állt, hogy erdős vidékén vízforrások eredtek. Tenochtitlan 14. század eleji megalapítása után I. Moctezuma azték uralkodó vízvezetéket építtetett, amelyen az itteni vizet a fővárosba vezették. II. Moctezuma halastavakat létesített Chapultepecben, az erdőbe pedig Mezoamerika több vidékéről számos fafajtát telepíttetett, Nezahualcóyotl pedig palotát építtetett a dombok lábánál, bekeríttette az erdőt és még több állat- és növényfajt hozatott a területre. Tacubában, akkori nevén Tlacopanban a hármas szövetség hozott létre egy központot a legyőzött és azcapotzalcóból elűzött tepanékok és uralkodójukká tett Totoquihuatzin számára. Mikor 1520-ban Hernán Cortés emberei megölték II. Moctezumát, és támadást indítottak Tenochtitlan ellen, az azték seregek visszaverték őket, ezért a legenda szerint Cortés egy Tlacopanban található Moctezuma-ciprusfa alatt sírni kezdett, ezért a nép ezt a fát ma is „árbol de la noche triste” („a szomorú éjszaka fája”) néven emlegeti.
Miután 1521-ben Cortés visszatért és végleg leigázta az aztékokat, földosztásba kezdett a Mexikói-völgy területén, de Chapultepecben nem kapott engedélyt I. Károly spanyol királytól, mivel a király védelem alá helyezte a források környékét. Körülbelül 100 évvel későbbre elkészült egy újabb, 4 km hosszú vízvezeték, ami az itteni vizet vezette el. Nezahualcóyotl palotáját lerombolták, és helyette 1784 és 1786 között építettek fel egy nyaralóként használt kastélyt az új-spanyol alkirályok számára. Tacubában viszont megvalósult a földosztás, így a következő évszázadokban területe benépesedett. 1533 és 1535 között a ferencesek templomot és kolostort építettek itt, és innen irányították a környező 18 település indiánjainak hittérítését. A 17. század végén a domonkosok is építkeztek a területen, a karmeliták pedig 1689-ben felépítették a Szent Joachim-kolostort. Az egyház Tacubayában is terjeszkedni kezdett: 1590 körül építették fel első templomukat. Tacubayában létesült malom is, valamint jelentős volt a gyümölcstermesztés. 1607-ben III. Fülöp spanyol király elrendelte, hogy a főváros az eddigi áradások miatt költözzön át a tacubayai dombokra, ám végül visszavonta a rendelkezést, mert meggyőzték, hogy nagy veszteség lenne elhagyni a már felépített épületeket. 1740-ben létesült a helyi érseki palota, amelyben ma az országos meteorológiai szolgálat működik.

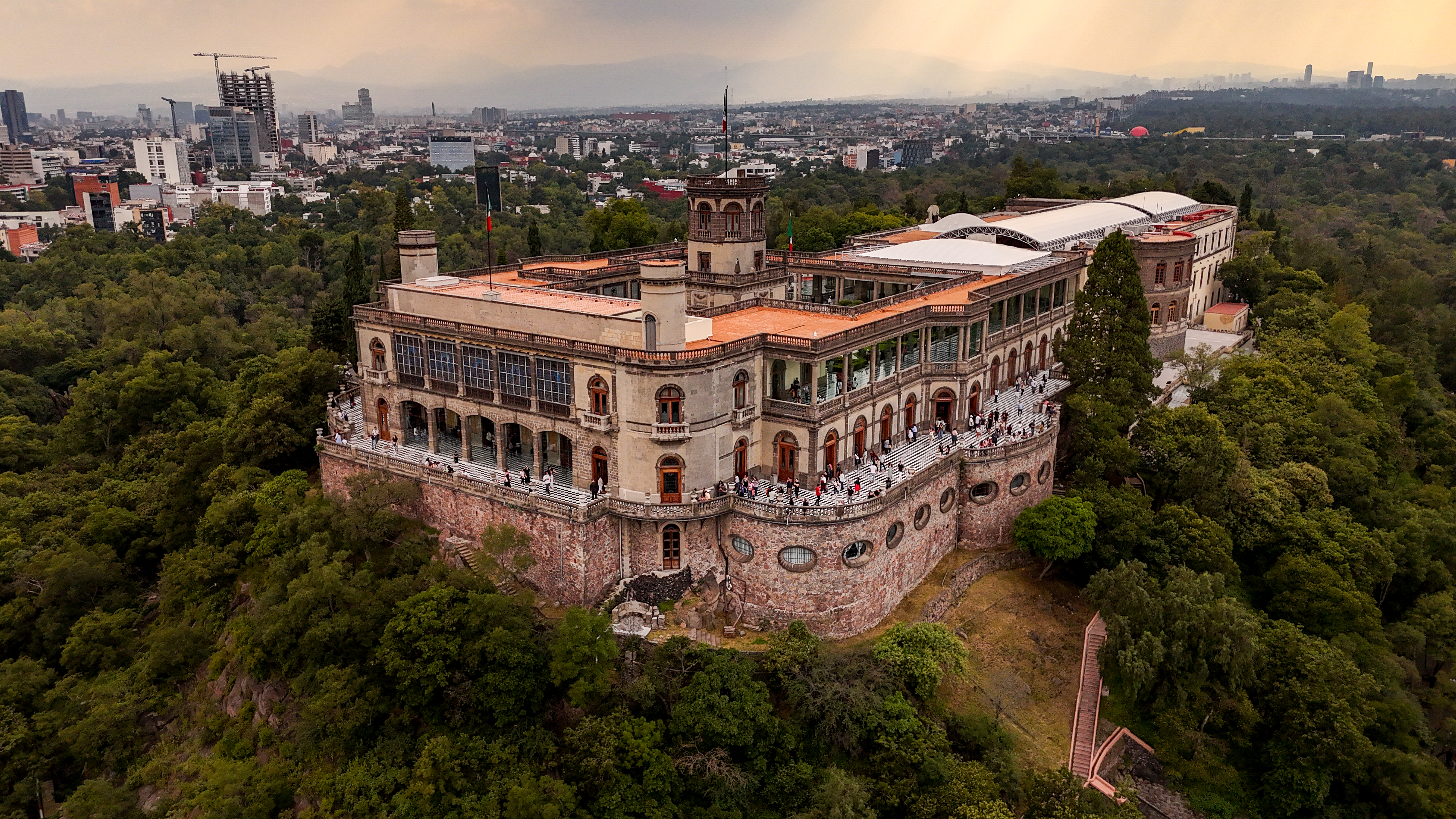
A chapultepeci kastély

1842-től a chapultepeci kastélyban a Colegio Militar nevű katonai iskola rendezkedett be. 1864-ben, amikor a franciák megszállták Mexikót, és Habsburg–Lotaringiai Miksa főherceget ültették a császári trónba, ő úgy határozott, hogy az iskola költözzön el innen, hogy ő maga megtelepedhessen a kastélyban. Az épületet bővíttette, környékén pedig jelentős építkezéseket végeztetett, többek között kiépíttette a Paseo del Emperador nevű utat, a mai Paseo de la Reforma elődjét. A következő időszakban is itt laktak az ország elnökei, a legtöbb ideig Porfirio Díaz, aki szintén bővíttette a kastélyt. A tacubai kolostorba az 1854-ben alapított mezőgazdasági iskola költözött be. Tacubayában két fontos politikai tervet is kiadtak, az elsőt 1841-ben (ez azt a cél szolgálta, hogy visszajuttassa a hatalomba Antonio López de Santa Annát), a másodikat 1857-ben: ennek következménye lett a reformháború. A háború során, 1859. április 11-én csatára került sor Tacubayában, ahol Leonardo Márquez vereséget mért José Santos Degollado csapataira, ezután pedig a foglyokat, a sebesülteket ellátó orvosokat és több civilt pedig kivégeztetett, ezért később ezt a zónát Tacubaya de los Mártires névre keresztelték. 1875-ben létesült Tacubayában a Dolores nevű temető, a következő évtizedekben pedig számos gazdag mexikóvárosi lakos vásárolt ingatlanokat a szép környezetű, kellemes éghajlatú településen. Emellett néhány játékterem is épült itt. Az 1888-ban még csak 9000 lakosú Tacubaya a 20. század elejére több mint 20 000 fősre duzzadt.
A chapultepeci kastélyban a 20. század során voltak elnökök, akik ott éltek, mások máshova költöztek. 1944-ben történelmi múzeumot rendeztek be benne. A század folyamán mindhárom település folyamatosan nőtt és fejlődött, és amikor 1928-ban létrehozták Mexikóváros kerületeit, Miguel Hidalgo még nem volt köztük, csak az 1970-ben véglegesített kerületrendszerben alapították meg az addigra összenőtt korábbi városrészekből.

## Turizmus, látnivalók
Miguel Hidalgóban több is megtalálható Mexikóváros legfontosabb múzeumai közül: a chapultepeci kastélyban berendezett Nemzeti Történelmi Múzeum, a Mexikói Nemzeti Embertani Múzeum és a Soumaya Múzeum egyik épülete. Kerületszerte számos emlékmű és szobor emlékezik meg az ország történelmének kiemelkedő személyiségeiről és eseményeiről, például az 1938-as kőolaj-államosításról a mexikói olajipar emlékműve. Emellett sok jelentős műemlék és egyéb látnivaló is található a városrészben, például Moctezuma fürdőjének romjai, az 1618-ban épült „sárga ház” (eredetileg ferences kolostornak épült, majd Agustín de Ahumada y Villalón alkirály lakóhelye volt), az 1908-ból származó, a központi tó partján álló casa del lago és a Cincalco-barlang. Luis Barragán építész világörökség részét képező háza és műterme szintén ebben a kerületben áll.